# Osmia laticeps
Osmia laticeps (лат.) — вид пчёл рода осмии из трибы Osmiini семейства Мегахилиды. Северная Америка, Северная Евразия.

## Распространение
Голарктика: Канада (Квебек, Манитоба, Онтарио, Новая Шотландия), США (Мичиган, Мэн), Европа (от Германии до Финляндии), Россия

## Описание
Длина около 1 см (8,4—9,0 мм). Самки отличаются от всех неарктических с неметаллическим типом окраски видов осмий особенностями строения жвал: апикальным краем мандибул более широким чем их медиальная ширина; третьим зубцом сравнительно более широким и не сильно отделённым от четвёртого зубца. Основная окраска коричнево-чёрная; иногда с красноватым оттенками, особенно на ротовых частях, лабруме, мандибулах, сегментах жгутика усика, ногах, и на апикальных краях брюшных тергитов T1-T5. Посещают цветы растений рода Vaccinium из семейства Ericaceae.
Вид был впервые описан в 1872 году энтомологом K. Дж. Томсоном (C. G. Thomson) по материалам из Швеции.
В 1896 году Dalla Torre синонимизировал вид Osmia laticeps с таксоном Osmia uncinata Gerstäcker. Однако, в 2009 году (Nilsson 2009) таксон Osmia laticeps был восстановлен в видовом статусе. Некоторые авторы (Schwarz et al. 1996) рассматривали таксон Osmia laticeps в качестве синонима вида Osmia parietina Curtis, что было отвергнуто в 1999 году (Haeseler 1999; Nilsson 2009). Валидный статус вида был подтверждён в ходе ревизии неарктических таксонов рода осмии американскими энтомологами Молли Райтмиер, Терри Грисволдом (Molly G. Rightmyer, Terry Griswold, USDA-ARS Bee Biology and Systematics Laboratory, Utah State University, Logan UT, США) и Майклом Ардусером (Michael S. Arduser, Missouri Department of Conservation, Миссури, США). Вид Osmia laticeps сходен с видом Osmia uncinata.